# Elecciones generales de Malaui de 2004
Las elecciones generales se celebraron en Malawi el 20 de mayo de 2004 para elegir al Presidente y los 193 escaños de la Asamblea Nacional. La elección originalmente había sido planificada para el 18 mayo pero se aplazó dos días en respuesta a las quejas de la oposición en cuanto a irregularidades en el registró de votantes. El 22 de mayo ningún resultado había sido anunciado, causando protestas de la oposición y amenazas de desorden. El 25 de mayo la Comisión Electoral de Malaui  finalmente anunció los resultados de la elección. Bingu wa Mutharika, el candidato del Frente Democrático Unido gobernante, fue el ganador, mientras que el Partido de Congreso de Malaui había ganado la mayoría de escaños en la Asamblea Nacional. La participación fue alrededor del 62%.

## Campaña

### Presidente
Había cinco candidatos para la elección presidencial:
- Gwanda Chakuamba, envejeció 69, era el candidato de una oposición de siete partidos coalición, el Mgwirizano Coalición o Coalición de Unidad. Chakuamba Tiene un pasado colorido, habiendo sido un ministro sénior y comandante de milicia bajo Presidente anterior-para-vida Hastings Banda. En 1980  caiga fuera con Banda, cuyo assassination  esté acusado de plotting. Gaste 12 años en prisión y emergió un héroe popular, entonces tenido éxito Banda tan dirigente de su partido, el Partido de Congreso del Malawi.
- Justin Malewezi,  Vicepresidente de Malawi bajo Bakili Muluzi, estado como el candidato del movimiento Progresivo de las Personas, habiendo sido pasado encima por el partido gobernante.
- Brown Mpinganjira, envejeció 55, era el candidato de la Alianza Democrática Nacional, un breakaway grupo del partido gobernante.
- John Tembo, envejeció 72, era el candidato del Partido de Congreso del Malawi.
- Bingu wa Mutharika, un economista de 70 años y político veterano quién era el candidato  del Frente Democrático Unido gobernante, a pesar de que anteriormente haya estado en cartelera presidente bajo la pancarta de Partido Unida. se mantenga con el outgoing presidente, Bakili Muluzi.

### Asamblea nacional
Un total de 1,268 candidatos corrió en la elección del cual 373 era independents y el resto que representa quince partidos.
Siete partidos llegaron a las elecciones en una coalición, el Mgwirizano Coalición; el Partido Republicano, el movimiento Progresivo de las Personas, el Movimiento para Cambio Democrático Genuino, el partido de Transformación de las Personas, el Foro de Malawi para Unidad y Desarrollo, el Partido de Unidad Nacional y el Malawi Partido Democrático.

## Resultados

### Presidente
| Candidato                         | Partido                              | Votos     | %     |
| --------------------------------- | ------------------------------------ | --------- | ----- |
| Bingu wa Mutharika                | Frente Democrático Unido (UDF)       | 1,195,586 | 35.97 |
| John Tembo                        | Partido del Congreso de Malaui (MCP) | 937,965   | 28.22 |
| Gwanda Chakuamba                  | Coalición de la Unidad (MC)          | 836,118   | 25.16 |
| Brown Mpinganjira                 | Alianza Democrática Nacional (DNA)   | 286,320   | 8.61  |
| Justin Malewezi                   | Movimiento Popular Progresista       | 67,812    | 2.04  |
| Votos/de espacio nulo             | Votos/de espacio nulo                | 89,764    | -     |
| Total                             | Total                                | 3,413,565 | 100   |
| Registró concurrencia/de votantes | Registró concurrencia/de votantes    | 5,752,028 | 59.35 |
| Fuente: CMI                       |                                      |           |       |

### Asamblea nacional
Encuestando en seis constituencies estuvo retrasado debido a imprimir errores en los papeles de papeleta.
| Partido                                    | Votos     | %     | Asientos | +/–   |
| ------------------------------------------ | --------- | ----- | -------- | ----- |
| Frente Democrático Unido (UDF)             | 801,200   | 25.34 | 49       | –44   |
| Partido del Congreso de Malaui (MCP)       | 785,671   | 24.85 | 57       | –9    |
| Alianza Democrática Nacional (DNA)         | 256,713   | 8.12  | 9        | Nuevo |
| Partido Republicano                        | 231,002   | 7.31  | 15       | Nuevo |
| Alianza por la Democracia (AFORD)          | 114,017   | 3.61  | 6        | –23   |
| Movimiento Popular Progresista             | 98,548    | 3.12  | 6        | Nuevo |
| Movimiento para Cambio Democrático Genuino | 53,127    | 1.68  | 3        | Nuevo |
| Partido de la Transformación Popular       | 21,153    | 0.67  | 1        | Nuevo |
| Foro de Malawi para Unidad y Desarrollo    | 11,655    | 0.37  | 0        | Nuevo |
| Nuevo Congreso para la Democracia          | 9,545     | 0.30  | 0        | Nuevo |
| Congreso para Unidad Nacional              | 7,410     | 0.23  | 1        | Nuevo |
| Partido Democrático de Malaui (DPM)        | 2,494     | 0.08  | 0        | 0     |
| Partido de la Unidad Nacional              | 2,336     | 0.07  | 0        | Nuevo |
| Partido de Libertad Pamodzi                | 363       | 0.01  | 0        | Nuevo |
| Movimiento de Solidaridad Nacional         | 216       | 0.01  | 0        | Nuevo |
| Independientes                             | 766,137   | 24.23 | 40       | +36   |
| Escaños vacantes                           | -         | -     | 6        | -     |
| Voitos nulos                               | 167,376   | -     | -        | -     |
| Total                                      | 3,328,963 | 100   | 193      | 0     |
| Votantes registrados/participación         | 5,603,225 | 59.41 | -        | -     |
| Fuente: MEC                                |           |       |          |       |